# 死神 (塔羅牌)

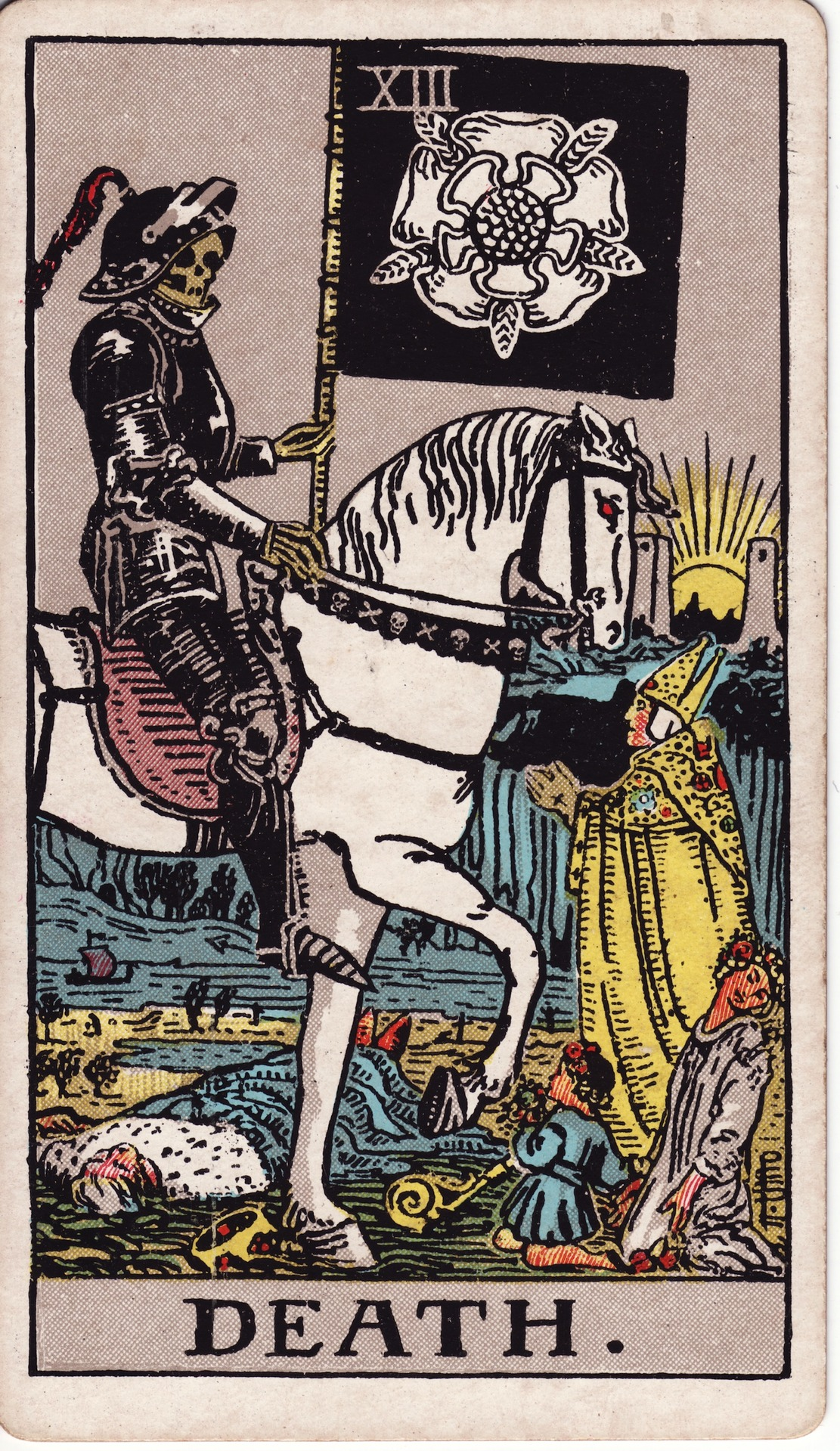
萊德·偉特塔羅牌中的死神。

死神（XIII）是传统塔罗牌中第13张皇牌或大阿爾克那牌。用于塔罗牌游戏以及占卜。这张牌通常描绘死神，用于占卜时通常被解释为预示一个人生活中的重大变化。

## 牌面
在某些牌组如马赛塔罗牌和維斯康蒂·斯福扎塔羅師，省略牌上的名称，称其为“无名之牌”，通常带有比字面上死亡更广泛的含义。还有其他牌组将死亡称为“重生”或“死亡重生”。
死神牌通常描绘死神，即死亡的化身。在一些牌组中，死神骑着一匹苍白的马，并经常手持镰刀或长柄镰刀。死神周围是来自各个阶层的死者和垂死者，包括国王、主教和平民。在韋特塔羅牌中描绘的是一具骷髅手持印有约克白玫瑰的黑色旗帜。
背景中有两座塔和冉冉升起的太阳。

## 流行文化
- 2024年美國影集《阿嘉莎：無所不在》被引用主角一行人的代表人物之一。

## 例子

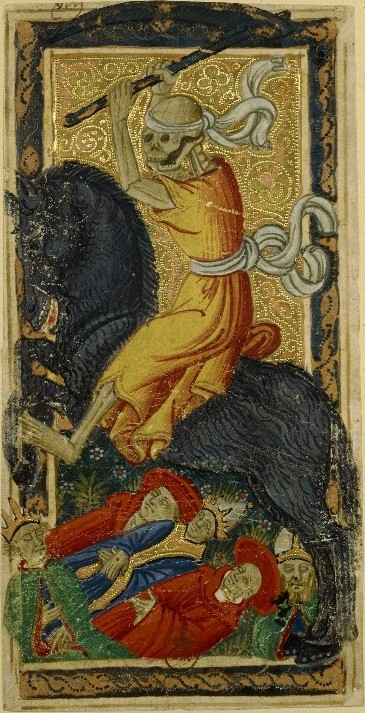
查理六世（格林戈纳）（15世纪）
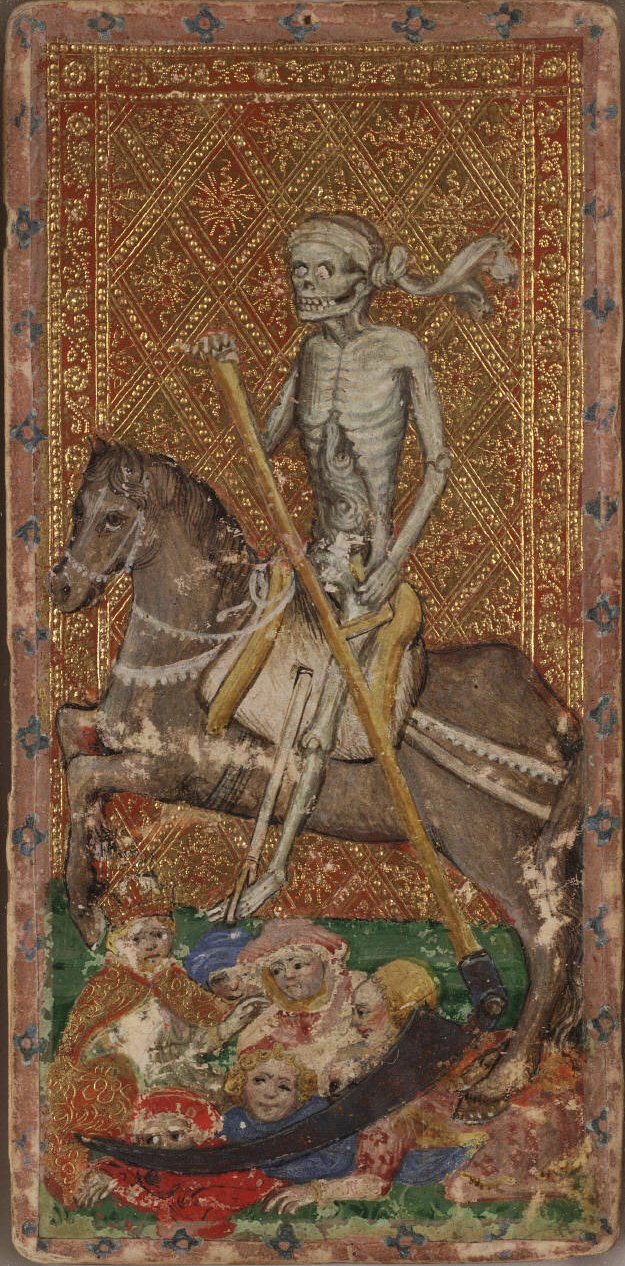
卡里-耶鲁·维斯康蒂（英语：Visconti-Sforza tarot deck#Cary-Yale）（15世纪）
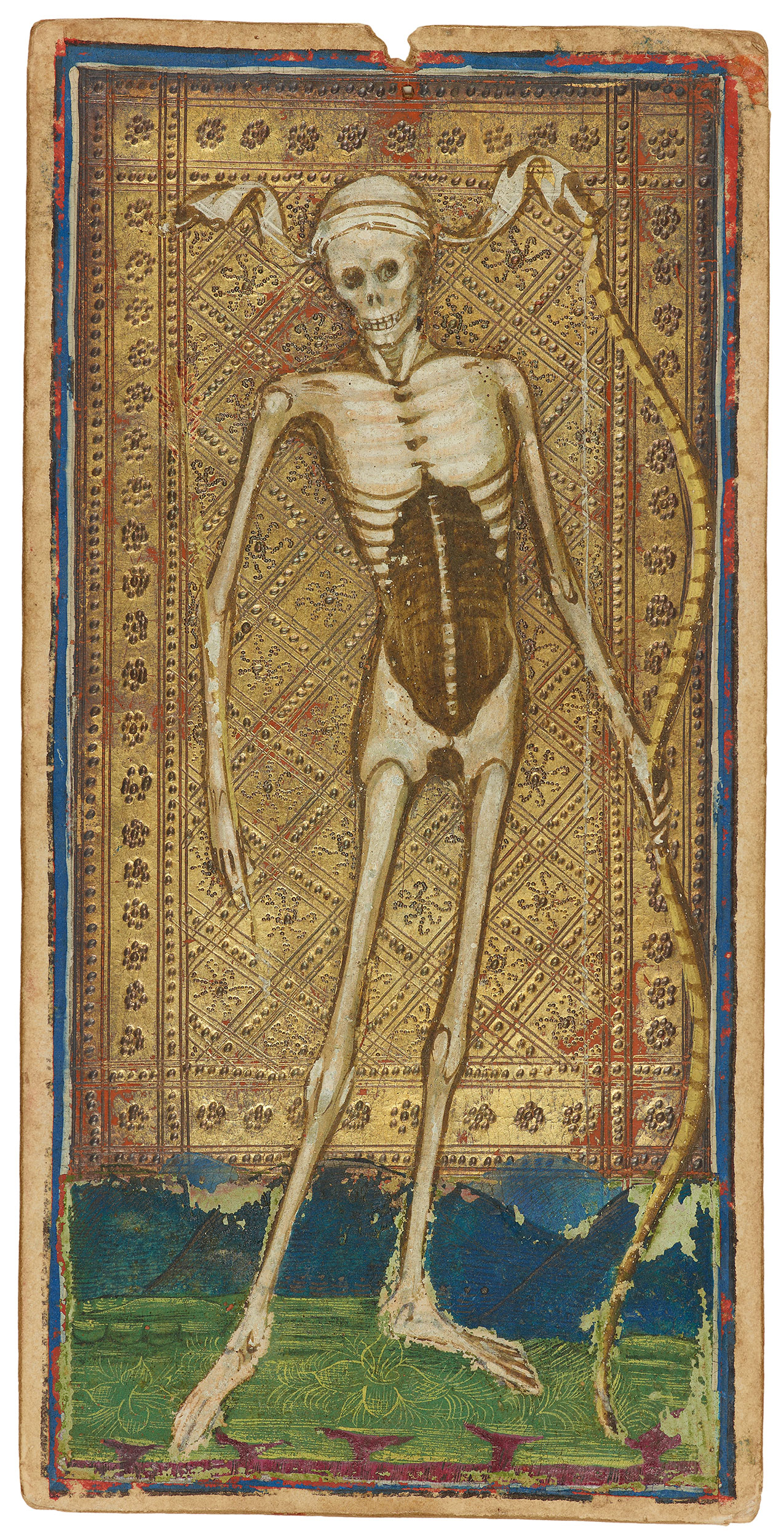
皮尔庞特·摩根·贝加莫（英语：Visconti-Sforza tarot deck#Pierpont Morgan Bergamo）（15世纪）
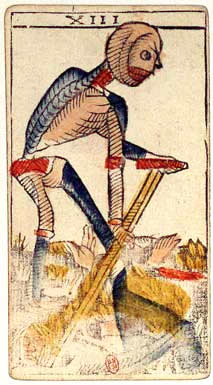
让·多达尔·馬賽（1701年-1715年）
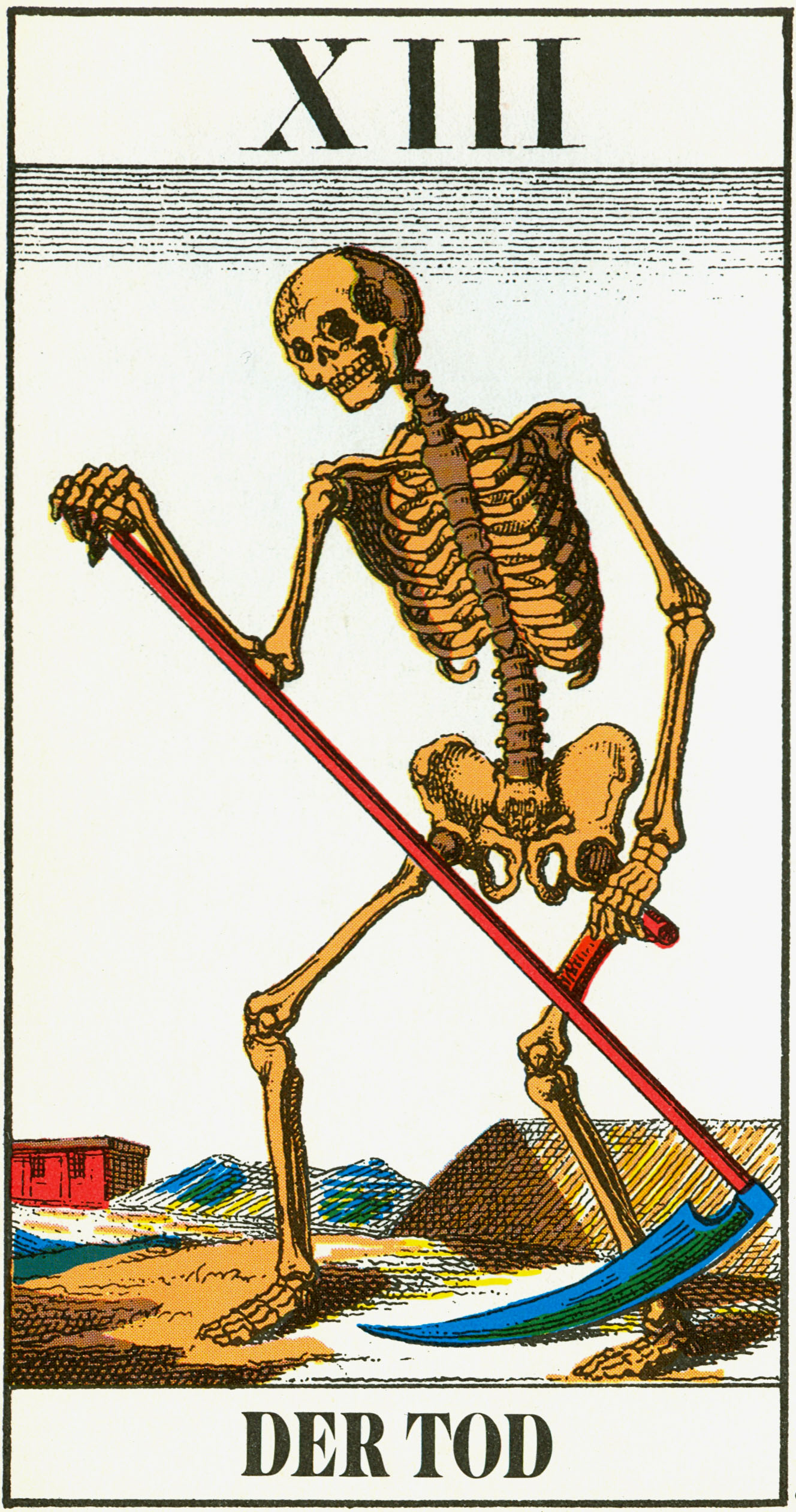
劳赫·特洛卡斯（英语：Troccas）（1831年–1838年）
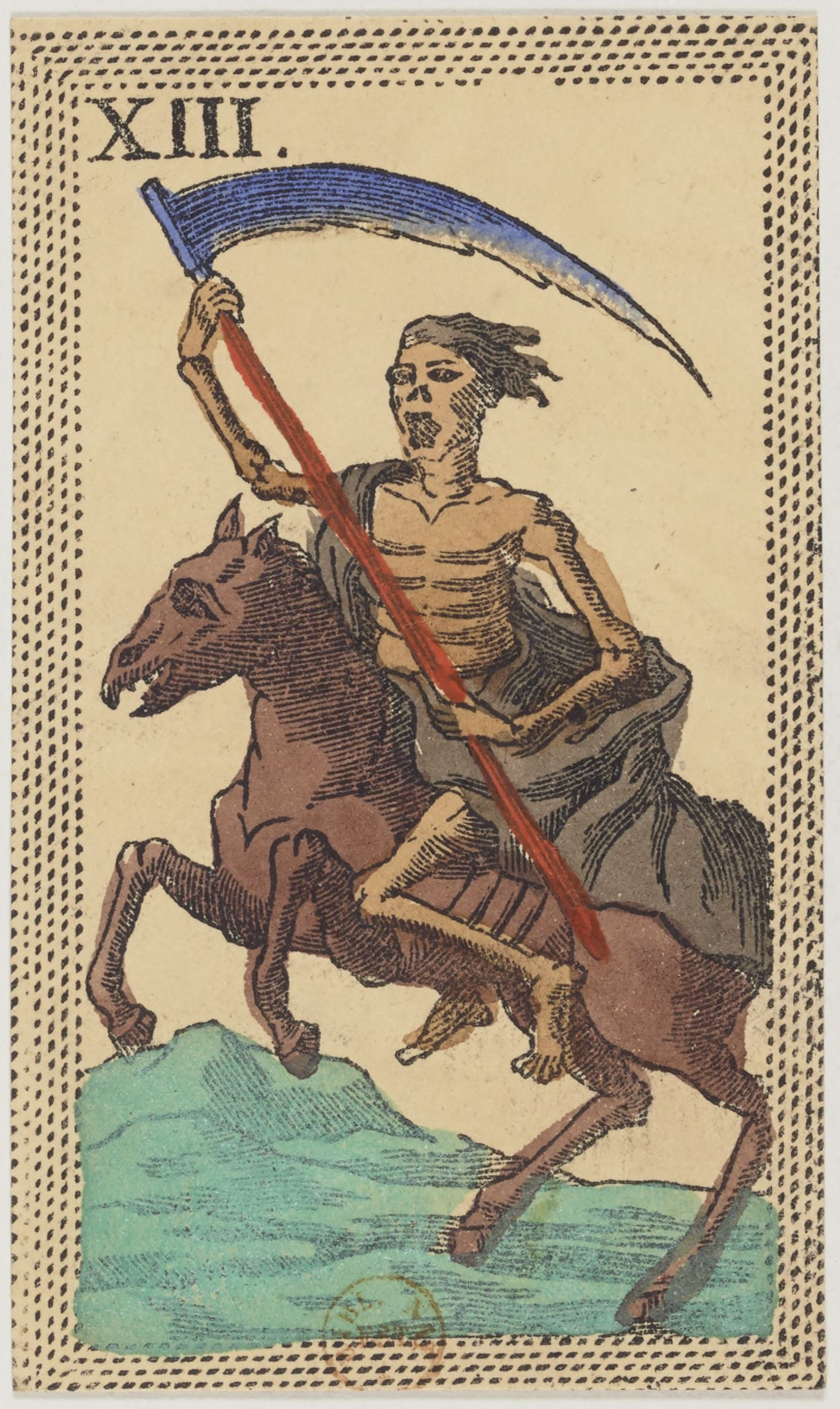
佛罗伦萨·古伊特鲁里亞塔羅（英语：Minchiate）（1860年–1890年）
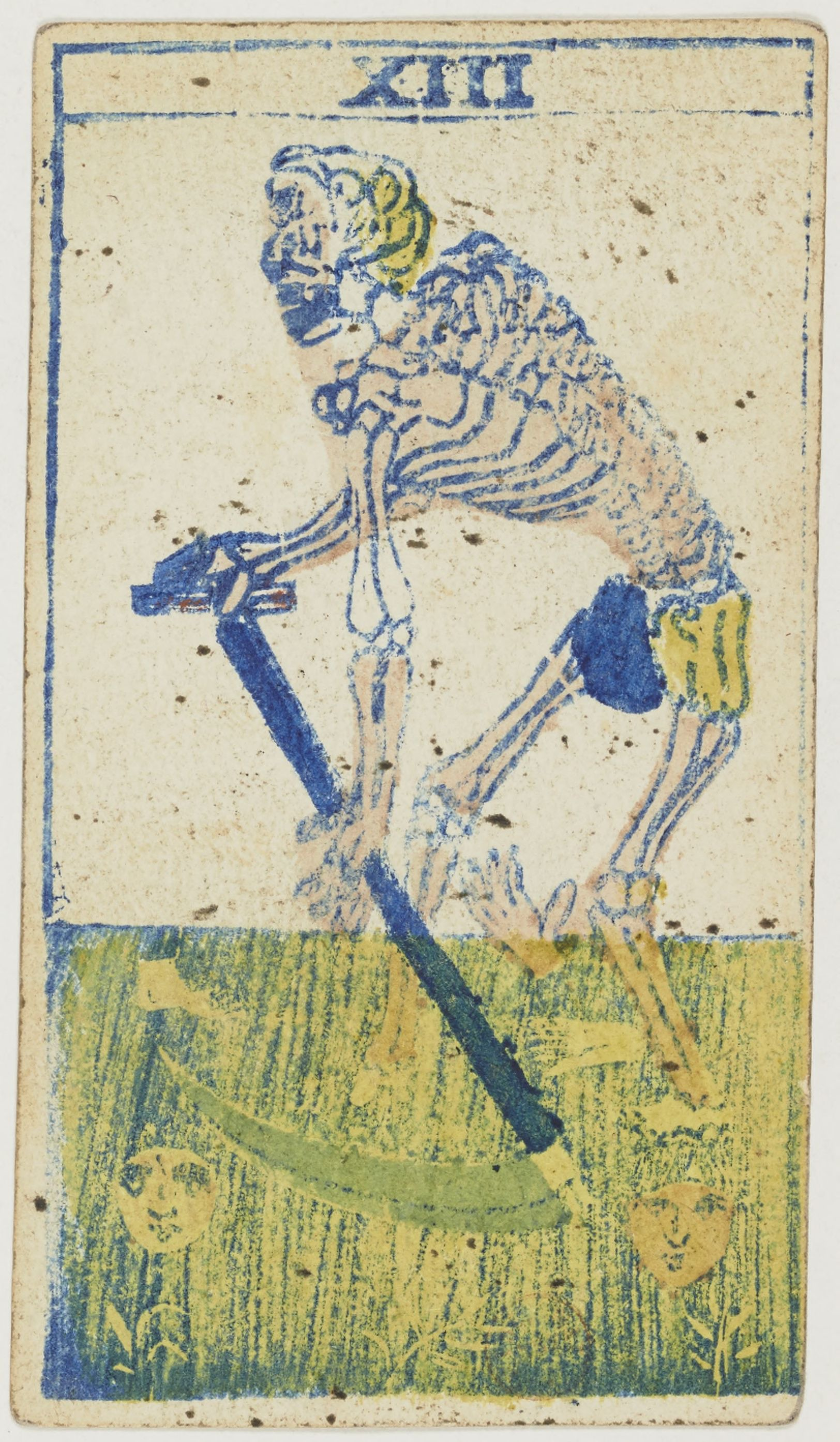
索莱西奥·皮埃蒙特塔羅（英语：Tarocco Piemontese）（1865年）
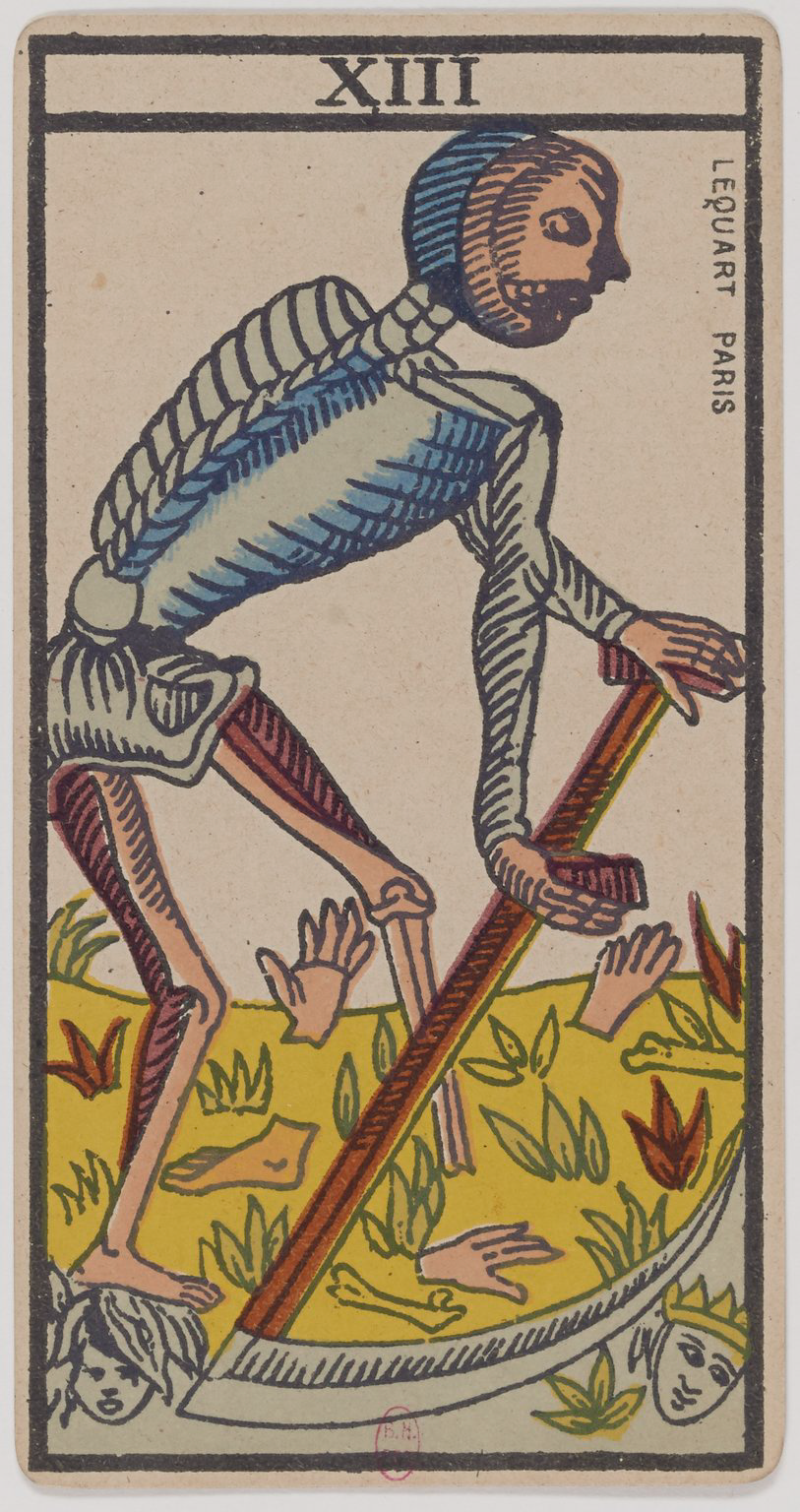
勒夸尔·馬賽（1890年）
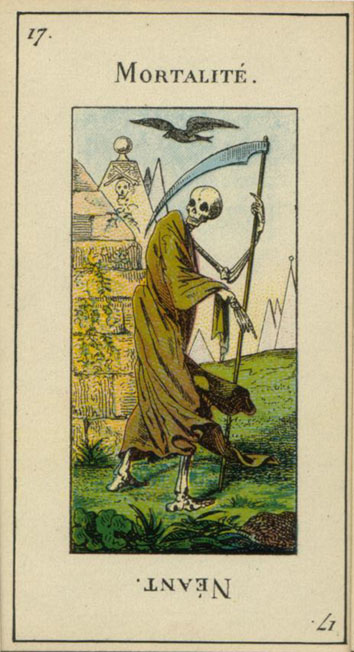
格里莫·讓-巴蒂斯特·阿利埃特（英语：Etteilla）（1890年）
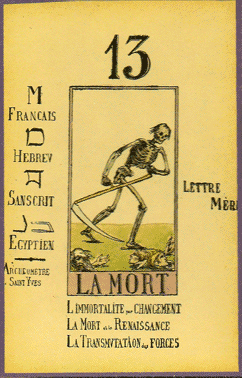
傑勒爾·昂柯斯（1909年）

## 牌義
根据伊甸·格雷和其他相关作者的观点，这张牌实际代表肉体死亡的情况并不常见，相反它通常意味着结束，可能是一段关系或兴趣的结束，从而带来更强烈的自我意识。
事实上，格雷将这张牌解释为从旧的思维方式转变为新的思维方式。死神所骑的马踩在俯卧的国王身上，象征着就连王权也无法阻止变革。
根据格雷的观点，倒置的牌可以被解释为停滞不前和无法移动或改变。
根据愛德華·偉特于1910年出版的《塔羅牌的圖畫鑰匙》中所述，死神牌具有几个占卜上的关联：
正位牌義
死神——结束，死亡，毁灭，腐败；对于男性来说，意味着失去恩人；对于女性来说，意味着许多相反的事情；对于未婚女子来说，意味着婚姻计划的失败。
逆位牌義
惰性，沉睡，昏睡，僵化，梦游症；希望破灭。
在占星学中，死神牌与冥王星和天蝎座相关。

## 其他版本
- 在神话塔罗牌中，死神牌由哈得斯描绘。
- 在太阳和月亮塔罗牌中，死神牌被描绘成一个沐浴在火焰中、带有翅膀的女性。标题是《死亡重生》
- 在星旋塔罗牌中，死神牌被描绘为倪克斯抱着孩子桑納托斯

## 相关项目
- 愛德華·偉特于1910年出版的《塔羅牌的圖畫鑰匙》
- 詹姆斯·弗雷澤《金枝》
- 約瑟夫·坎伯的大部分作品
- 阿萊斯特·克勞利的《透特之书（英语：The Book of Thoth (Crowley)）》
- 罗伯特·格雷夫斯，《希腊神话》（1955年）
- Juliette Wood，《民俗》109（1998年）：15–24，“凯尔特塔罗牌与秘密传统：现代传奇制作研究”（1998年）